# Il mondo va così/Triste come me
Il mondo va così/Triste come me è il quarto singolo del cantautore italiano Franco Battiato, pubblicato in Italia nel 1967 dalla Jolly.

## Descrizione
Il mondo va così è una cover italiana del brano Et moi, et moi, et moi del cantautore francese Jaques Dutronc. Battiato la incluse nel suo film semi-autobiografico Perdutoamor, in cui la canta un giovane cantante, interpretato da Moltheni, che fa la gavetta per le strade di Milano.
Il disco è stato ristampato nel 2015, insieme al primo singolo di Battiato per la Jolly, La torre/Le reazioni, e pubblicato nel cofanetto Franco Battiato - The Jolly Story 1967.

## Tracce
1. Il mondo va così – 2:44 (testo: Herbert Pagani – musica: Jacques Dutronc)
2. Triste come me – 2:37 (testo: Luciana Medini – musica: Vittorio Buffoli, Gregorio Alicata)

Durata totale: 5:21